# Мейкпіс (острів)
Мейкпіс (англ. Makepeace Island) — приватний острів, що має форму серця, розташований у протоці річки Нуса неподалік від східного узбережжя Австралії і належить серу Річарду Бренсону — британському підприємцю, який заснував корпорацію Virgin Group. Перетворення природної пам'ятки незвичайної форми в розкішний курорт почалося в 2007 році.
Спочатку Мейкпіс повинен був стати місцем відпочинку сім'ї й друзів власників, однак зараз оренда цілого острова доступна всім бажаючим. Вартість оренди острова коштує 3000 $ за добу. Готель на острові може вмістити до 22 гостей. Тут є три вілли з 2 спальнями і балійський будинок з 4 спальнями. У готелі є тенісний корт, театр, 500 000-літровий басейн, бар і ресторан.